# 陳克勸
陳克勸（1775年—1861年） ，字泰卿，號曇軒，例貢生，嘉慶10年(1805) 來鹿港創立慶昌行，專營廈郊貿易，後為廈郊之牛耳，其經營得法累積財富，於道光咸豐年間遂成鹿港巨富。克勸為人極為慷慨，凡地方公益無不率先，調解鹿港施黃許等家族長年懸案，為眾多士紳之楷模。
克勸最初為例貢生，後以軍功升職，道光12年(1832)因聯莊守禦有功，於隔年賞給六品頂戴，又於道光25年(1845)，克勸獲北路理番海防分府史密所頒之匾額，內文題為義高守望，署名為軍功五品職銜陳克勸立，時間為道光二十五年八月穀旦。後又誥封從五品奉直大夫官銜。

## 家族
- 陳克勸

- 陳植柳

- 次子：陳祈（陳秋鴻）

- 陳宗潢（陳植梅）

- 長子：陳耀（陳耀要）

- 陳植知
- 陳植竹
- 陳植昆
- 陳宗濬
- 陳宗華

## 外部連結
- 臺灣歷史人物小傳 - 明清暨日據時期 / 陳耀 （页面存档备份，存于）